# Manninger István
Manninger István (Bóly, 1920. március 14. – Martonvásár, 1990. november 23.) növénynemesítő, a mezőgazdasági tudományok kandidátusa (1963).

## Életpályája
Bólyon született 1920. március 14-én. Egyetemi tanulmányainak végeztével 1942. október 1-jén a budapesti Genetikai Intézetben helyezkedett el, ahol örökléstani kísérletekkel és mikrotechnikával foglalkozott. 1943-ban átvette a len örökléstani kísérleteket.
1944 októberében behívták katonának. Az újoncképzés folyamán 1945. április 29-én hadifogságba esett, ahonnan 1946. május 10-én tért vissza.
Kísérleteit visszatérése után azonnal tovább folytatta, rendszeresen foglalkozott az őszi és tavaszi rostlen nemesítésével, valamint a Genetikai Intézet kukoricakísérleteivel. Két éven át közreműködött a magyar silókukorica nemesítésében is. 1948-ban kinevezték kísérletügyi adjunktusnak. 1948 januárjában elvégezte a felsőfokú agrometeorológiai tanfolyamot, 1950. február-márciusában a felsőfokú növénynemesítő tanfolyamot.
1950. március 14-i hatállyal a martonvásári Kutató Intézetbe helyezték. 1957-től három éven át vezetője volt a lennemesítési témakollektívának. 1959 novemberében az Intézet a fitopatológiai és entomológiai laboratórium vezetésével, valamint a kukorica üszögellenállóságának nemesítésével bízta meg.
1960. szeptember 1-jétől tudományos főmunkatárs. 1963-ban szerezte meg a kandidátus fokozatot.

## Munkássága
Mintegy 35 szakdolgozatot és publikációt jelentetett meg magyar nyelven kívül angolul is a len és egyéb növények nemesítési és kiválasztásos nemesítéssel, valamint növényvédőszerek, rovarölőszerek hatásvizsgálatával, továbbá talajmegmunkálással kapcsolatban.

## Főbb munkái
- Len, biológiai és nemesítési kutatások 1942-1959 (kandidátusi disszertáció, 1963).